# Nailsea
Nailsea is een plaats en civil parish in het bestuurlijke gebied North Somerset, in het Engelse graafschap Somerset. De plaats telt 18.000 inwoners.

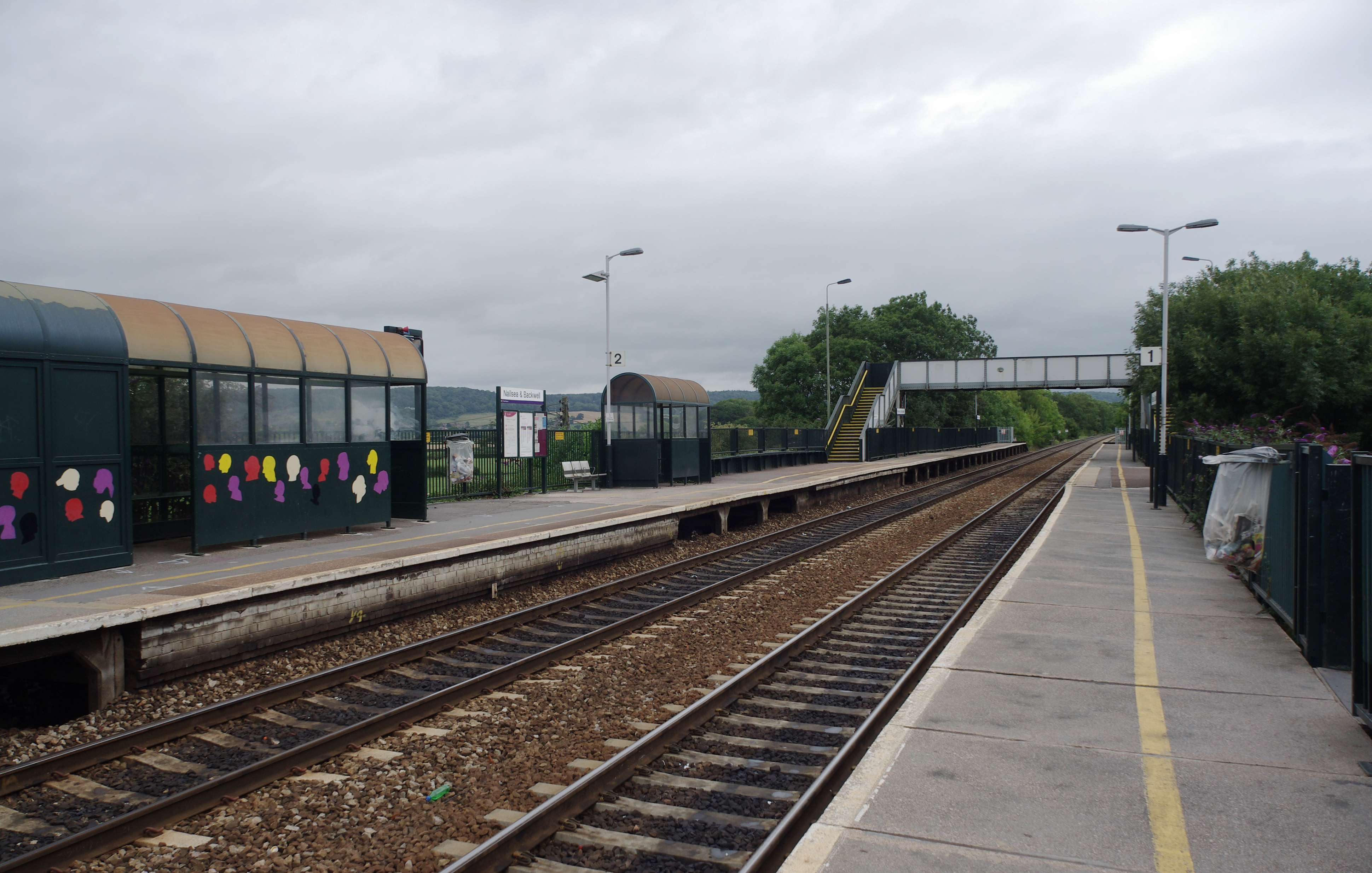
Station van Nailsea en Backwell
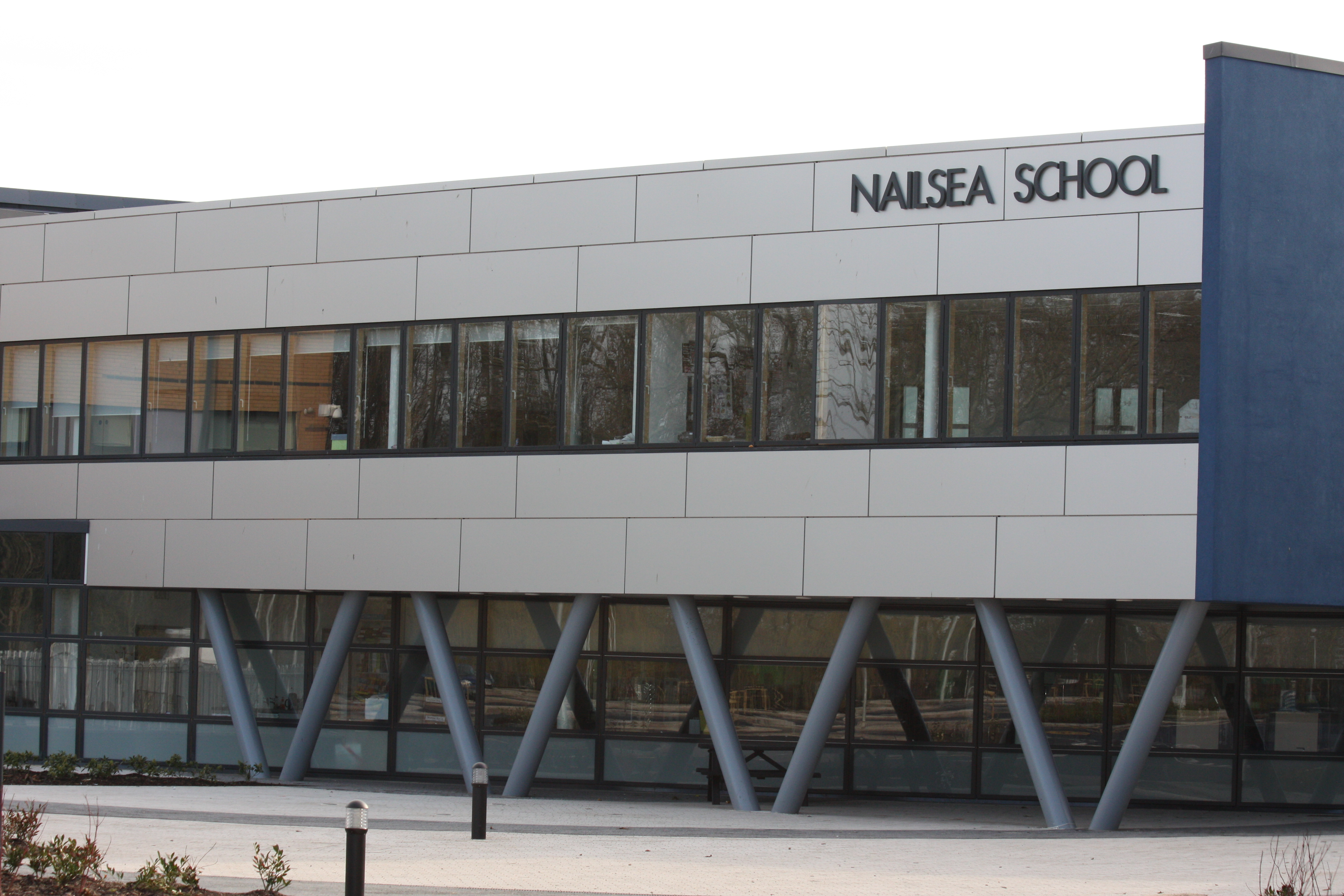
School in Nailsea
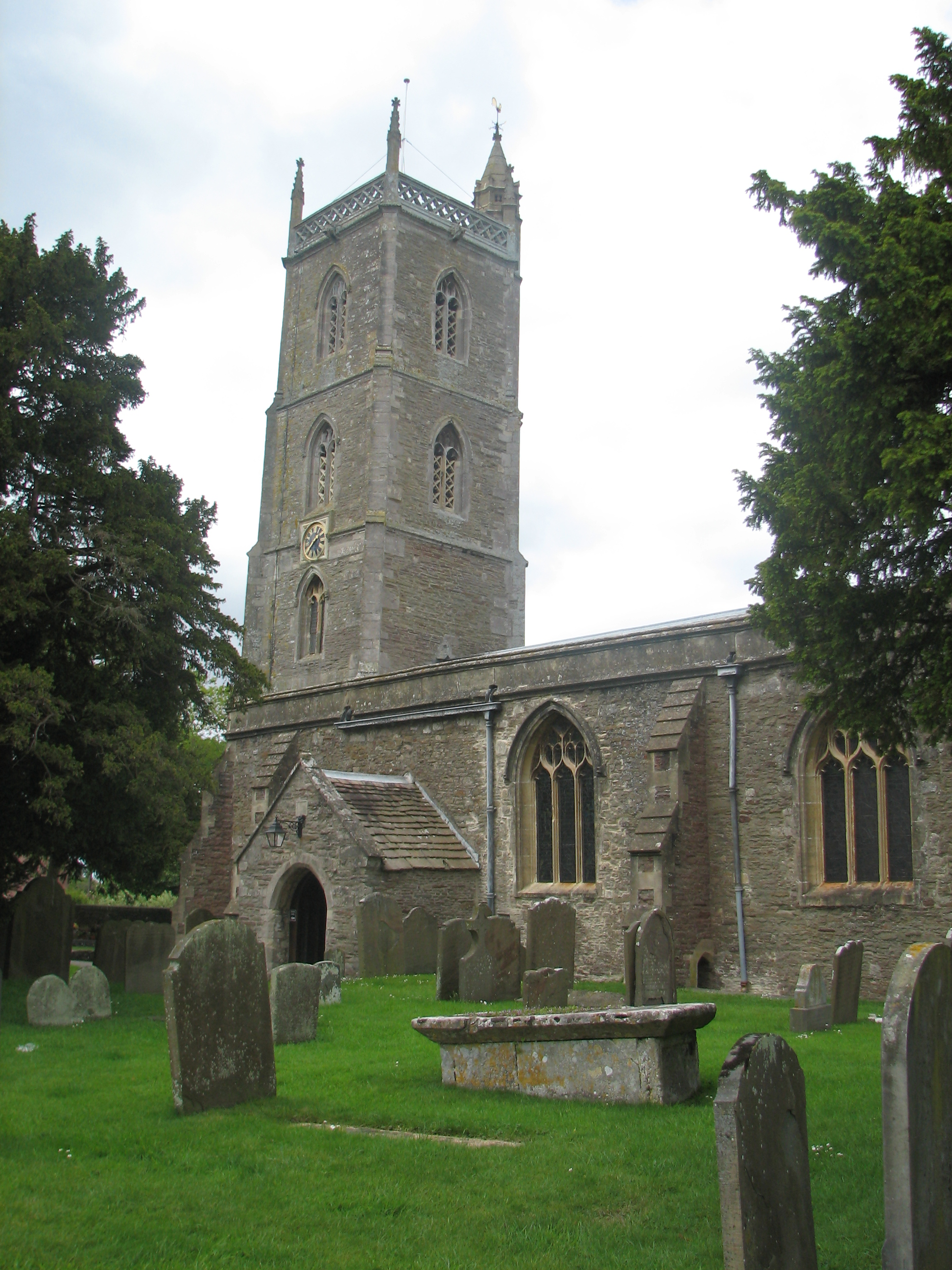
Holy Trinity